# دالي توماس
دالي توماس (بالإنجليزية: Dale Thomas)‏ هو لاعب كرة قدم أسترالية أسترالي، ولد في 21 يونيو 1987 في فيكتوريا في أستراليا.

## وصلات خارجية
- دالي توماس على موقع AustralianFootball.com (الإنجليزية)
- دالي توماس على موقع AFLtables.com (الإنجليزية)